# NGC 4998
NGC 4998 é uma galáxia espiral (Sc) localizada na direcção da constelação de Canes Venatici. Possui uma declinação de +50° 39' 52" e uma ascensão recta de 13 horas, 08 minutos e 10,3 segundos.
A galáxia NGC 4998 foi descoberta em 26 de Abril de 1789 por William Herschel.